# Šestar (zviježđe)
Šestar (lat. Circinus) jedno je od 88 modernih zviježđa. Manje zviježđe južne polutke.

## Povijest
Zviježđe je u 18. stoljeću uveo Nicolas Louis de Lacaille, koji je svoju fascinaciju znanošću prenio na nebo uvodeći nova zviježđa na južnom nebu i davajući im imena prema znanstvenim instrumentima. Ovaj dio neba nije bio vidljiv antičkim civilizacijama, zbog čega ne postoji ni mitološka priča vezana uz njega.

## Odabrane zvijezde
- Zvijezde s Bayerovom oznakom:

| BD | Ime i druge oznake | Mag. | Udaljenost u svj. godinama | Komentari |
| -- | ------------------ | ---- | -------------------------- | --------- |
| α  | Alpha Circini      | 3.18 |                            |           |
| β  | Beta Circini       | 4.07 |                            |           |
| γ  | Gamma Circini      | 4.48 |                            |           |
| δ  | Delta Circini      | 5.04 |                            |           |
| ε  | Epsilon Circini    | 4.85 |                            |           |
| ζ  | Zeta Circini       | 6.09 |                            |           |
| η  | Eta Circini        | 5.16 |                            |           |
| θ  | Theta Circini      | 5.08 |                            |           |

## Vanjske poveznice
- The Deep Photographic Guide to the Constellations: Circinus